# Valéry Inkijinoff

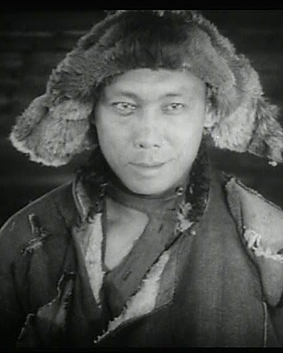
Valéry Inkijinoff (1928) - russischer Schauspieler

Valéry Inkijinoff (eigentlich: russisch Walerian Iwanowitsch Inkischinow, kyrillisch Валерьян (Валерий) Иванович Инкижинов; * 25. März 1895 in Irkutsk, Russisches Kaiserreich; † 26. September 1973 in Brunoy, Département Essonne, Frankreich) war ein russischer Schauspieler burjatischer Herkunft. In Filmtiteln ist sein Vorname gelegentlich auch als Vladimir angegeben, sein Nachname auch als Inkiginoff oder Inkischinoff.

## Leben
Valéry Inkijinoff hat am Polytechnischen Institut in Sankt Petersburg und danach am Kaiserlichen Theater in St. Petersburg studiert. Seit 1919 gehörte er dem Ensemble von Wsewolod Meyerhold an. Im Film wurde er zunächst als Stuntman, dann auch als Darsteller eingesetzt. Seine erste Hauptrolle hatte er in Wsewolod Pudowkins Mongolenfilm Sturm über Asien (1928), in dem er den vermeintlichen Nachkommen des Dschingis Khan verkörperte. Es folgte die Ernennung zum Direktor der Schule für Theater und Kino in Kiew.
Nach dem Tod seiner siebenjährigen Tochter verließ Valéry Inkijinoff Russland und ging über Deutschland nach Frankreich, wo er seiner mongolischen Gesichtszüge wegen häufig in den Rollen bösartiger Asiaten mit kahlrasiertem Schädel eingesetzt wurde. Seine erfolgreichsten Filme waren Les bateliers de la Volga (1936) und der von Georg Wilhelm Pabst im französischen Exil inszenierte Film Le drame de Shanghaï (1938).
Seit 1933 trat Valéry Inkijinoff mehrfach auch in deutschen Filmen auf, erstmals in Robert Wienes Kriminalfilm Polizeiakte 909, in dem er einen japanischen Spion verkörpert. In Willi Krauses antisowjetischem Propagandafilm Friesennot (1935) spielte er einen roten russischen Kommissar, der während der Oktoberrevolution eine Dorfgemeinschaft von Wolgadeutschen für die sowjetische Sache gewinnen soll. In Werner Klinglers Abenteuerfilm Die letzten Vier von Santa Cruz (1936) war er als geldgieriger Reeder zu sehen.
Auch im deutschen Nachkriegsfilm trat Valéry Inkijinoff wiederholt auf, etwa in Carmine Gallones historischen Agentenfilm Der Kurier des Zaren und in Fritz Langs zweiteiligem Abenteuerfilm Der Tiger von Eschnapur und Das indische Grabmal (1959). Sein Rollenfach blieb dasselbe. Wie bereits vor dem Krieg drehte Inkijinoff die Mehrzahl seiner Filme allerdings in Großbritannien und Frankreich.

## Filmografie (Auswahl)
- 1928: Sturm über Asien (Потомок Чингис-Хана)
- 1933: Polizeiakte 909 (Taifun)
- 1933: La tête d’un homme
- 1934: Amok
- 1935: Friesennot
- 1936: Wolgaschiffer (Les batalliers de la Volga)
- 1938: Le drame de Shanghaï
- 1947: Die Abtrünnige (La rénégate)
- 1954: Die Tochter der Mata Hari (La fille de Mata Hari)
- 1955: Verrat an Deutschland
- 1956: Geliebte Corinna
- 1956: Der Kurier des Zaren (Michel Strogoff)
- 1958: Der Arzt von Stalingrad
- 1959: Der Tiger von Eschnapur
- 1959: Das indische Grabmal
- 1960: Herrin der Welt
- 1961: Maciste in der Gewalt des Tyrannen (Maciste alla corte del Gran Khan)
- 1961: Oberst Strogoff (Le triomphe de Michel Strogoff)
- 1964: Die Todesstrahlen des Dr. Mabuse
- 1965: Die tollen Abenteuer des Monsieur L. (Les Tribulations d’un chinois en Chine)
- 1967: Die Blonde von Peking (La blonde de Pékin)
- 1967: Die Abenteurer (Les Aventuriers)
- 1971: Petroleum-Miezen (Les Pétroleuses)